# Vermicularia spirata
Vermicularia spirata är en snäckart som först beskrevs av Philippi 1836.  Vermicularia spirata ingår i släktet Vermicularia och familjen tornsnäckor. Inga underarter finns listade i Catalogue of Life.